# Melidectes leucostephes
El mielero de Vogelkop (Melidectes leucostephes) es una especie de ave paseriforme de la familia Meliphagidae endémica de Nueva Guinea.

## Distribución
Es endémica de las montañas Arfak y Tamrau en la península de Doberai y las montañas Fakfak y Kumawa en la península de Bomberai, en el extremo noroeste de Nueva Guinea.